# Ulica Groszowicka w Warszawie
Ulica Groszowicka – jedna z ulic osiedla Kamionek w warszawskiej dzielnicy Pradze-Południe, biegnąca od ulicy Terespolskiej do ul. Chodakowskiej. 

## Historia
Ulica powstała około roku 1889 jako fragment ulicy Terespolskiej; wraz z okolicznymi terenami przyłączono ją do Warszawy w roku 1891.
Najstarsza zabudowa powstała u zbiegu kolejnego dawnego fragmentu Terespolskiej, ul. Chodakowskiej, z ul. Mińską. Na ich miejscu po roku 1930 wzniesiono wielkie zakłady przemysłowe, zaś istniejący dziś pod nazwą Groszowickiej odcinek zabudowany był wciąż domami drewnianymi, zastąpionymi przez czynszowe kamienice dopiero w latach trzydziestych XX wieku. Bombardowania zabudowań przemysłowych przy ul. Chodakowskiej szczęśliwie oszczędziły zabudowę Groszowickiej; po roku 1945 zlikwidowano skwer przy skrzyżowaniu z ul. Terespolską, na którym do roku 1915 znajdował się „carski pomnik”. Ten wystawiony w roku 1846 obiekt powstał według projektu Antonia Adaminiego; był on jednym z całej serii podobnych monumentów wznoszonych na polach bitew. Upamiętniał Rosjan poległych o Olszynkę Grochowską; armia rosyjska walcząca wtedy pod rozkazami Iwana Dybicza straciła około dziesięciu tysięcy żołnierzy. Pomnik wykorzystano w latach 80. XIX wieku jako jeden z punktów triangulacyjnych przy sporządzania planu Williama Heerleina Lindleya.
W okresie powojennym skasowano skwer na którym pierwotnie stał „carski pomnik”. Pomiędzy ulicami Terespolską i Owsianą wybudowano nowe obiekty przemysłowe zacierając dawny przebieg ulicy; ocalała jej zabudowa pochodząca z lat trzydziestych XX wieku.